# Stonehenge Apocalypse

Stonehenge Apocalypse (Apocalypse à Stonehenge au Québec) est un téléfilm canadien réalisé par Paul Ziller et diffusé aux États-Unis le 12 juin 2010 sur Syfy et le 10 septembre 2010 sur The Movie Network.
En France, il a été diffusé le 5 février 2011 sur France 4.

## Synopsis
Waterside, État du Maine, 3 000 mètres sous terre. Une équipe d’archéologues dirigée par Joseph Leshem découvre dans un nouveau site un mur gravé de hiéroglyphes.
À quelque 5 000 kilomètres, dans le sud-ouest de l’Angleterre, les pierres ont bougé à Stonehenge.
Un groupe de sept touristes et leur guide y ont été désintégrés sous des feux électromagnétiques. 
En Amérique du Sud, une pyramide du Yucatan explose sous l’effet d’une éruption volcanique.
En Asie, l’île de Java est complètement détruite par un tremblement de terre.
Tous ces événements ont lieu à dix heures d’intervalle. Mais quel peut bien être le lien entre toutes ces catastrophes ? C’est ce que Jacob Glaser souhaite découvrir.
Chercheur prodige, lauréat d’une fameuse fondation, il n'anime pourtant qu'une émission de radio, Toute la Vérité, car ses thèses peu orthodoxes sur les extra-terrestres l’ont exclu de la communauté scientifique. Alerté par ses auditeurs du séisme de Stonehenge, il part mener sa propre enquête.

## Fiche technique
- Scénario : Brad Abraham (en) et Paul Ziller
- Sociétés de production : CineTel Films (en) et Reel One Entertainment (en)
- Durée : 90 minutes
- Pays :  Canada
- Genre : action, science-fiction, catastrophe
- Année de production : 2010
- Date de diffusion : 12 juin 2010 (États-Unis sur Syfy)

## Distribution
- Misha Collins (VF : Guillaume Orsat) : Jacob Glaser
- Torri Higginson (VF : Ariane Deviègue) : Kaycee
- Peter Wingfield (VF : Patrick Laplace) : le docteur Trousdale
- David Lewis (VF : Alexandre Gillet) : David
- Tina Milo Milivojevic (VF : Rafaèle Moutier) : Marla
- Michael Kopsa (en) (VF : Michel Papineschi) : le général Forshaw
- Brent Stait : le major Peatnam
- Hill Harper : Joseph Leshem
- Nimet Kanji : le contremaître
- David Lovgren (en) : le conservateur
- Lauro Chartrand : le tireur
- Adrian Holmes (en) et Shaw Madson : des sergents
- Dolores Drake : la guide touristique
- Aaron Pearl : le capitaine
- Colin Lawrence (en) : le pilote
- Elliot Mandelcorn : un disciple de Leshem

## Accueil
Le téléfilm a été vu par 2,14 millions de téléspectateurs lors de sa première diffusion américaine.